# Dalbergia boehmii
Dalbergia boehmii är en ärtväxtart som beskrevs av Paul Hermann Wilhelm Taubert. Dalbergia boehmii ingår i släktet Dalbergia, och familjen ärtväxter.

## Underarter
Arten delas in i följande underarter:
- D. b. boehmii
- D. b. stuhlmannii